# Zandanimatie
Zandanimatie is de manipulatie van zand om animaties te creëren. De kunstenaar maakt een reeks afbeeldingen met behulp van zand, door zand op een oppervlak aan te brengen en vervolgens afbeeldingen weer te geven door met de handen lijnen en figuren in het zand te tekenen. Een zandanimatie-artiest gebruikt vaak de hulp van een overheadprojector of lichtbak. Om een animatiefilm te maken wordt zand op een stuk glas met voor- of achtergrondverlichting verplaatst om elk frame te creëren. 

## Geschiedenis
Caroline Leaf pionierde technieken voor het animeren met zand toen ze in 1968 als kunststudente aan de Harvard-universiteit studeerde. Ze creëerde haar eerste film, Sand of Peter and the Wolf (1968), door strandzand op een lichtbak te dumpen en de korrels te manipuleren om figuren, texturen en bewegingen frame voor frame op te bouwen. In de jaren zeventig creëerde Eli Noyes, een andere afgestudeerde aan Harvard, de bekende korte film Sandman (1973) en het Sand Alphabet (1974) dat een segment werd in het educatieve tv-programma Sesamstraat in de Verenigde Staten. Het Zandkasteel van de Nederlands-Canadese animator Co Hoedeman won in 1977 de Oscar voor beste korte animatiefilm. In 2006 maakte Gert van der Vijver de serie 'De Zandtovenaar' op de Nederlandse nationale televisie en sindsdien animeert hij voor The Passion. 

## Opmerkelijke artiesten
- Co Hoedeman
- Gert van der Vijver
- Gerrie Hondius
- Caroline Leaf
- Eli Noyes
- Aleksandra Konofalskaja